# Filmoteca de Catalunya

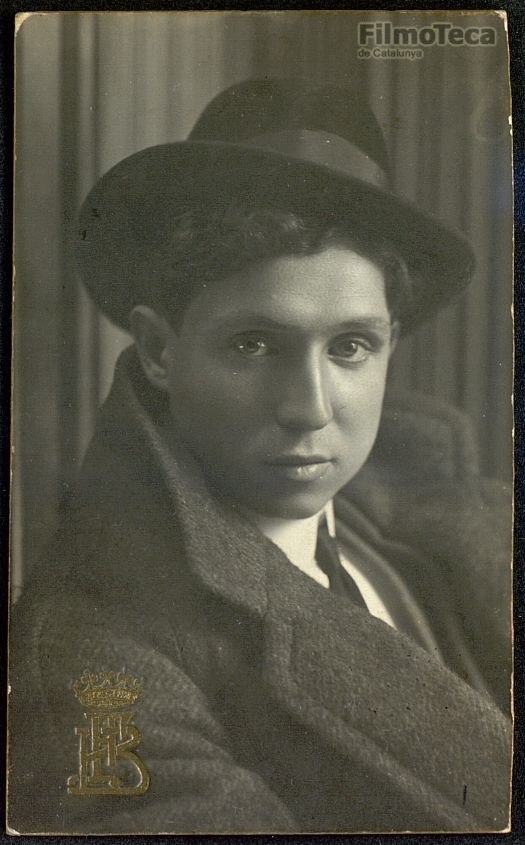
Retrat de Ramón de Baños (1890-1980)

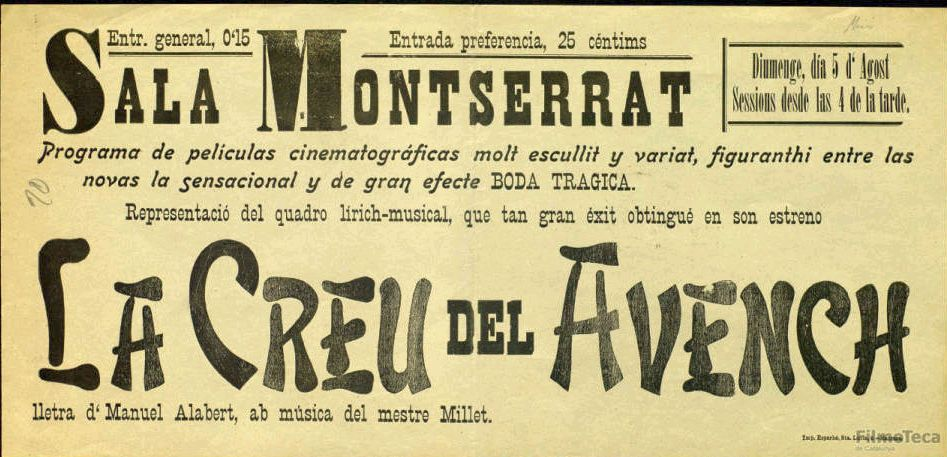
Cartellera de cinema Sala Montserrat (ca. 1910)

La Filmoteca de Catalunya és l'arxiu cinematogràfic de la Generalitat de Catalunya dedicat a preservar i difondre el patrimoni audiovisual i la cultura cinematogràfica, d'acord amb allò disposat per la Llei del cinema (2010). La seva seu principal, amb les sales de projecció i d'exposicions, oficines i la biblioteca de cinema, és situada al barri del Raval de Barcelona. El Centre de Conservació i Restauració es troba al Parc Audiovisual de Catalunya (Terrassa) i allotja la col·lecció fílmica.

## Història
Té el seu origen en la delegació que tenia la Filmoteca Nacional d'Espanya (posteriorment Filmoteca Espanyola) a Barcelona, oberta el 1963. Aquesta feia projeccions setmanals al cinema ABC de Barcelona (1963-1967), diàries en una sala del carrer dels Mercaders (1972-1979) i des del 1979 al cinema Padró. El 1981, va ser traspassada a la Generalitat de Catalunya i es creà la Filmoteca de Catalunya, depenent del Departament de Cultura. Aquest mateix any, les projeccions es van traslladar a la sala d'actes d'un coŀlegi religiós situat a la Travessera de Gràcia.
El 1991, la sala de projecció es va traslladar al cinema Aquitania a l'avinguda de Sarrià, que va funcionar fins al 21 de novembre del 2011. L'Arxiu s'instaŀlà a l'edifici de La Campana.
El 2002, la institució es va adscriure a l'Institut Català de les Empreses Culturals. El 20 de febrer del 2017, el Conseller de Cultura Santi Vila va anunciar que properament tindria la consideració d'equipament nacional amb entitat jurídica pròpia.
Els directors de la Filmoteca han estat Antoni Kirchner i Masdeu (1983-1997), crític de cinema, Natàlia Molero i Lloret (1997-2000), escriptora i gestora cultural, Roc Villas (2001-2010) Esteve Riambau i Möller (2010-2024), historiador, crític i director de cinema, i des de 2024 Pablo La Parra Pérez.

## Seu del Raval

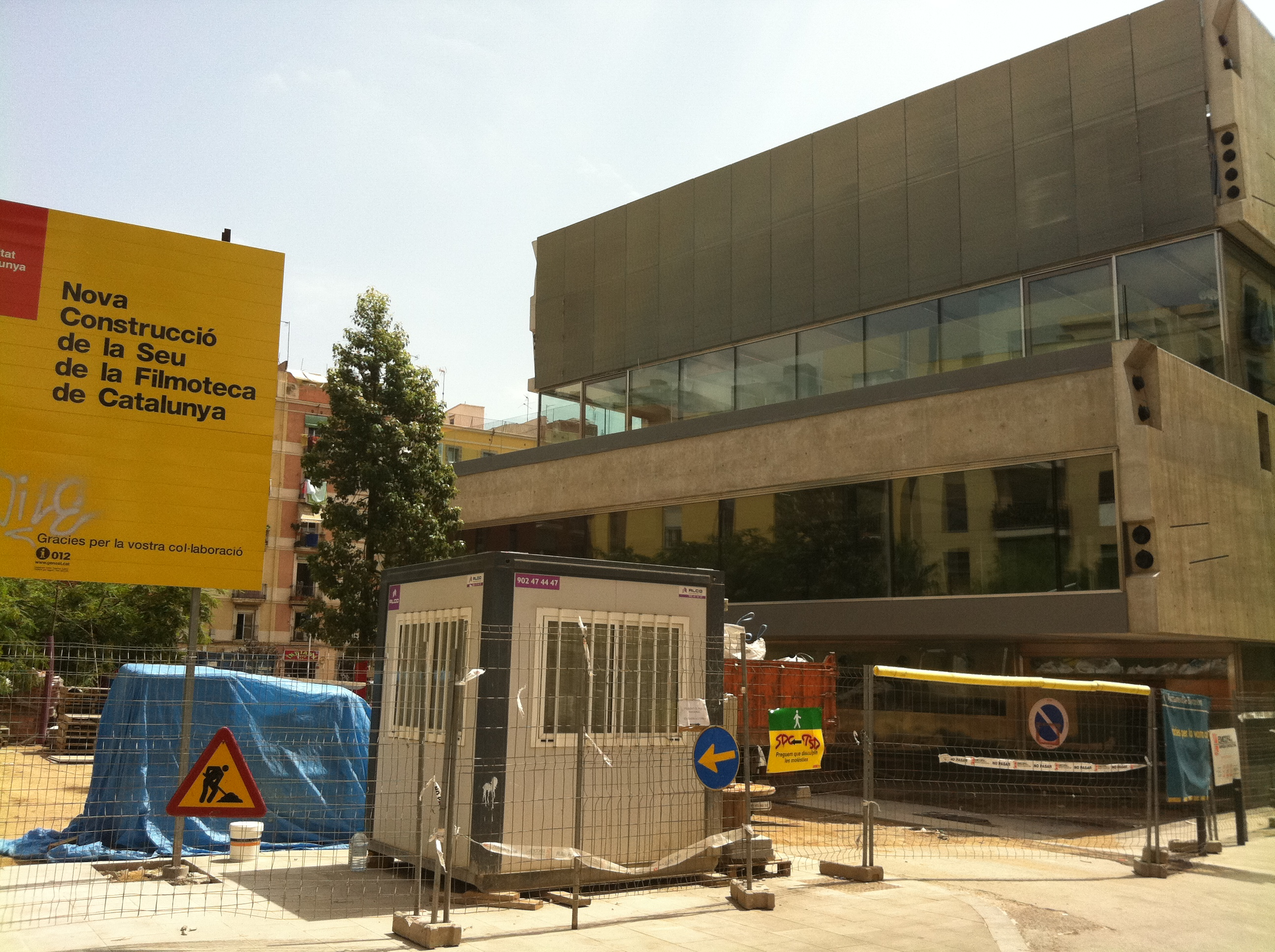
Construcció de la nova seu al Raval de Barcelona.

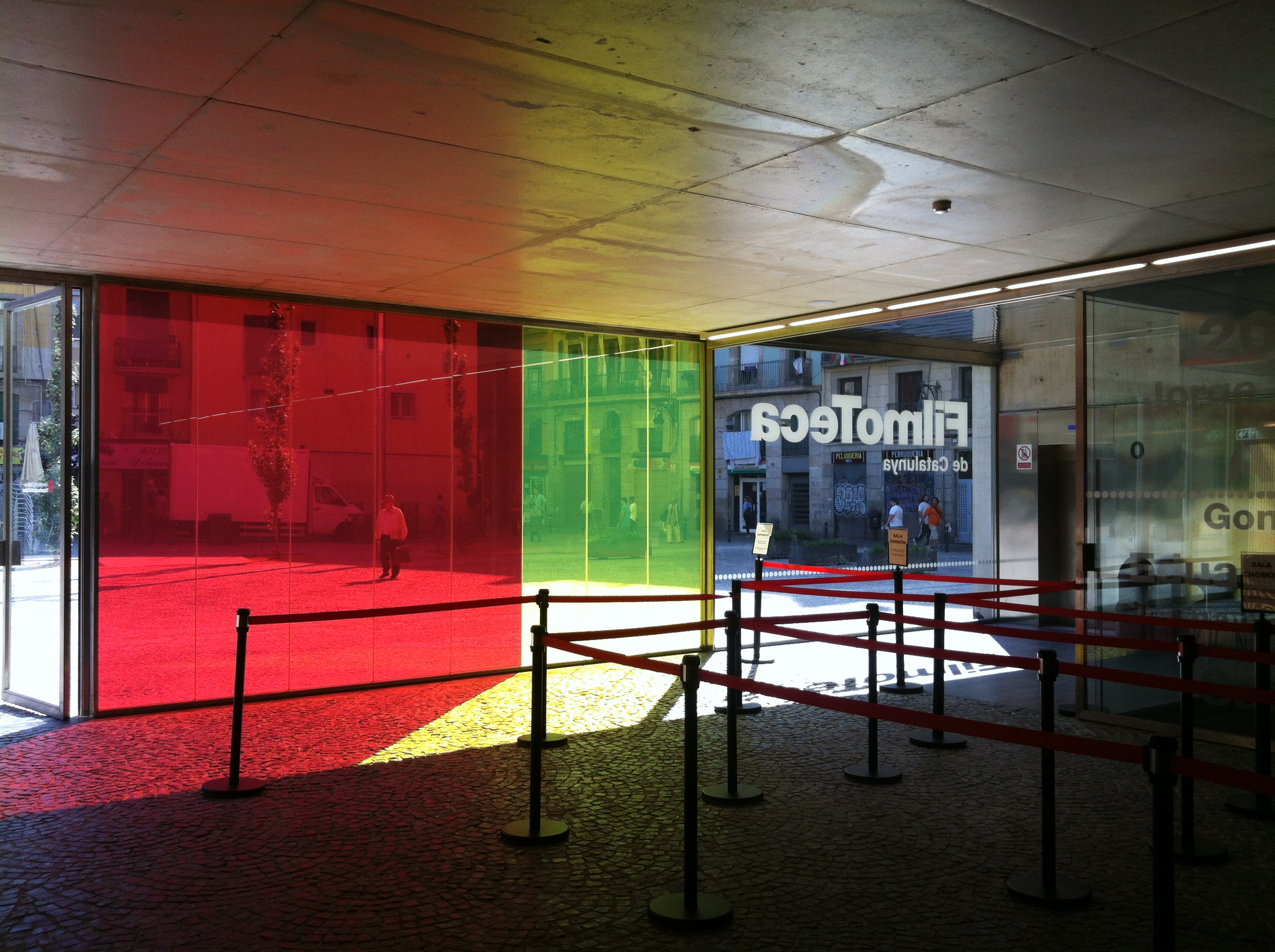
Vestíbul

Des de l'any 2000 existia el projecte de traslladar la Filmoteca al Raval de Barcelona, fet que va comportar l'expropiació i posterior enderroc de l'illa de cases dels carrers de Sant Pau, 66, Espalter, 1-11 i Sant Josep Oriol, 7-11. El 2004, el projecte arquitectònic va sortir a concurs i es va escollir una proposta de Josep Lluís Mateo, també autor del Centre de Convencions del Fòrum. L'inici de la construcció es va demorar fins al 2007, i el llavors vicepresident del Govern, Josep-Lluís Carod Rovira, va al·legar que s'havien hagut de resoldre diversos «tràmits burocràtics», segurament en referència a la Modificació del PERI del Raval per a l'ordenació de la Plaça de Salvador Seguí. Abans de començar les obres es va realitzar una intervenció arqueològica al solar, que entre d'altres va descobrir les restes de la Casa Galera, una antiga presó del segle xvii. En conjunt, totes aquestes troballes van endarrerir el calendari de les obres aproximadament un any i van elevar-ne el cost en 1,5 milions d'euros sobre el pressupost inicial d'11,8, que van acabar però costant 15,7.
Durant l'estiu de 2011 van produir-se diversos imprevistos que van endarrerir la data d'inauguració. Finalment, la seu del Raval va obrir les portes el 19 de febrer del 2012 i va ser inaugurada oficialment l'endemà, amb una retrospectiva completa de Bigas Luna i una exposició sobre la Guerra Civil espanyola, entre altres cicles. L'edifici té sis plantes (dues d'elles soterrades), amb una superfície total de més de 7.515 m². Les façanes de formigó vist i el front del carrer de Sant Pau, amb un revestiment d'acer corten en volada, recorden l'estil brutalista dels anys 1950-1970. Compta amb dues sales de projecció: Laya (175 butaques) i Chomón (360 butaques).

## Difusió
La Filmoteca compta amb activitats com el programa Filmoteca per a les Escoles, la FilmoXica, els tallers i les visites organitzades, a més d'altres organitzades puntualment. El cicle Aula de Cinema (que el curs 2022-2023 va celebrar els 25 anys) és un punt de trobada per a estudiants i el professorat de les universitats i centres col·laboradors, com la Universitat Pompeu Fabra, la Universitat Autònoma de Barcelona, ELISAVA, la Universitat Internacional de Catalunya, entre moltes altres. Així mateix, l'Aula B és un projecte educatiu que busca acostar els vincles i les reflexions a un grup d’estudiants que, acompanyats per l’equip de la Filmoteca, reflexionen sobre la història del cinema i el fet de programar-ne.

## Conservació
Amb l'objectiu de recuperar, conservar, restaurar, catalogar i difondre el patrimoni fílmic, la Filmoteca disposa de diversos espais: la Biblioteca del Cinema i el Centre de Conservació i Restauració de films i de llibres en paper, seguint les normes dels organismes internacionals especialitzats en l'àmbit. D'una banda, es fa una conservació activa: es revisen els materials per tal d'avaluar-ne les característiques i l'estat; d'aquesta manera, es pot procedir a fer un tractament adequat del fons. D'una altra banda, es fa una conservació passiva: es traslladen els materials cinematogràfics a cambres de conservació que segueixen les condicions fotoquímiques requerides: una temperatura baixa i una humitat relativa, les quals afavoreixen a la preservació i l'allargament de vida de les pel·lícules.

### Biblioteca del Cinema

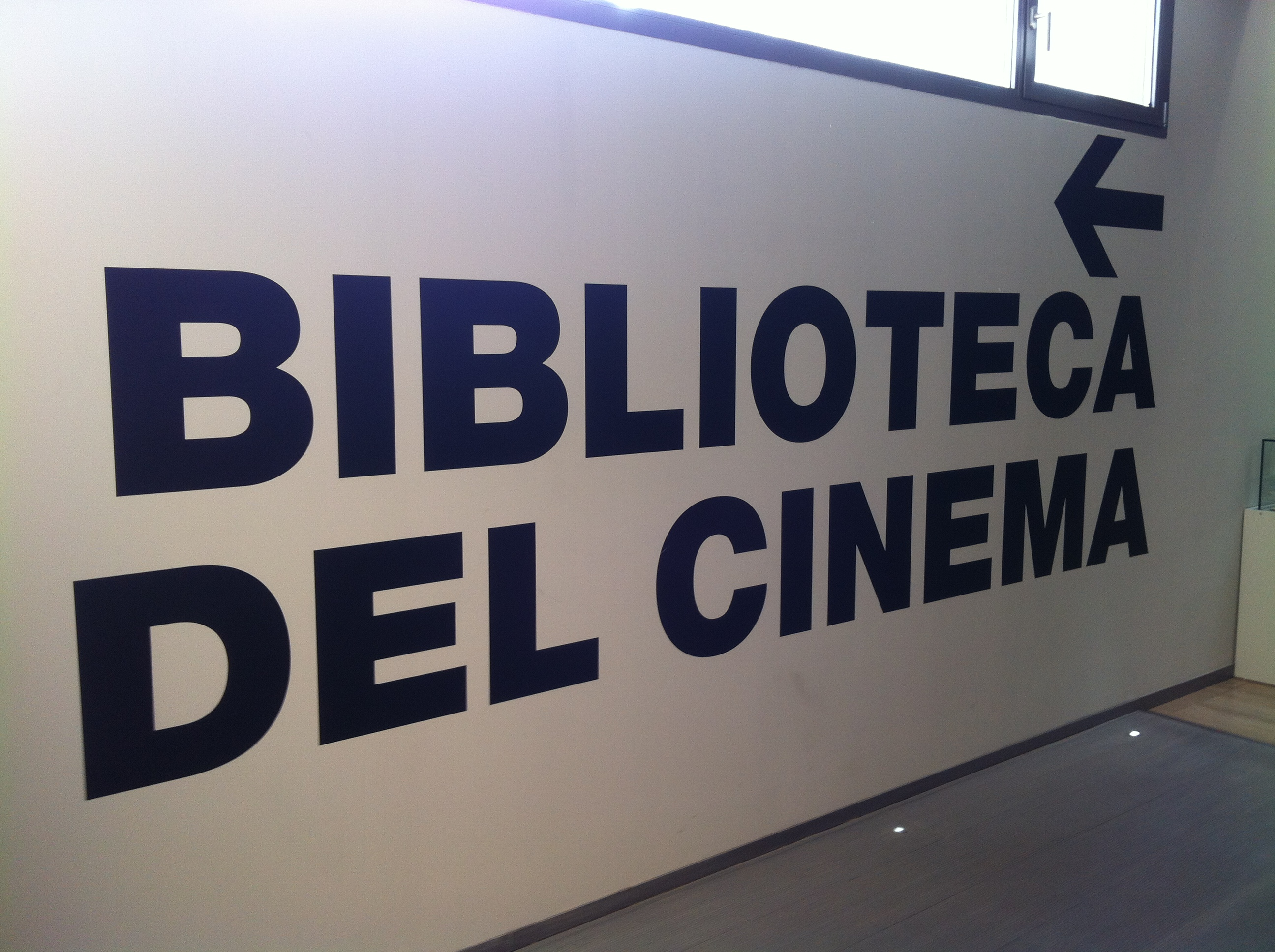
Entrada a la Biblioteca del Cinema

Es troba a la seu del Raval i forma part de la xarxa de Biblioteques Especialitzades de la Generalitat de Catalunya (BEG), del Catàleg Col·lectiu de les Universitats de Catalunya i de BiblioCi, la xarxa internacional d'unitats d'informació (centres de documentació i biblioteques) especialitzades en cinema i mitjans audiovisuals d'Amèrica Llatina, el Carib i Espanya.
Va néixer el 1982 amb la creació de la Filmoteca i la unificació de diferents fons i col·leccions entre els quals destaquen:
- Biblioteca de Cinema Delmir de Caralt, iniciada pel matrimoni format per Delmir de Caralt i Pilar Quadras l'any 1924. És considerada una de les biblioteques privades especialitzades en cinema més importants del món.[24]
- Col·lecció cinematogràfica Catalana (CO. CI. CA.). En va impulsar la creació l'historiador i crític cinematogràfic Miquel Porter i Moix.
- Biblioteca de la Filmoteca Nacional d'Espanya a Barcelona.

L'any 1983, la Biblioteca obrí al públic i als usuaris externs per a l'estudi i la investigació cinematogràfica. L'any 1997 es va unificar la gestió i la ubicació de les tres col·leccions a la Torre Colon, i el 2011 es va traslladar a la nova seu del Raval.
Compta amb un fons de més de 45.000 llibres i 1.500 revistes històriques, a les quals cal afegir les 128 capçaleres especialitzades que es reben anualment. A més, a la Biblioteca també es conserven més de 20.000 arxius gràfics, més de 8.000 pel·lícules en format vídeo o DVD, 385.000 fotografies i unes 5.000 bandes sonores en CD, així com una col·lecció d'aparells cinematogràfics amb més de 1.250 peces originals. Hi ha les revistes Arte y Cinematografia, El Cine, Mundo Cinematográfico o Popular Film, publicades abans de la Guerra Civil; els fons patrimonials d'Adrià Gual i els germans Ramón i Ricard de Baños Baños; cartells de Mac; fotografies de Reproducciones Sabaté, i llibres editats durant la primera meitat del segle xx. Tot el fons de la Biblioteca es pot consultar a través del catàleg BEG.

### Centre de Conservació i Restauració (2CR)
Ubicat al Parc Audiovisual de Catalunya a Terrassa, va entrar en funcionament el juny de 2013. És un edifici de 2.250 m² repartits en dues plantes. El soterrani (1.400 m²) allotja 18 cambres climatitzades per a la conservació d'un màxim de 200.000 bobines de cel·luloide amb la temperatura i humitat adequades; i la planta baixa (850 m²) conté els espais de treball, tant pels materials fotoquímics com digitals.
L'any 2014, la col·lecció de pel·lícules estava formada per 28.415 títols, distribuïts en 186.291 suports fotoquímics en llaunes i 13.194 suports digitals, entre els quals destaquen:
- La producció catalana des de 1896.
- Els noticiaris i documentals de Laya Films (1936-1939).
- El cinema clandestí, amateur, experimental i científic, revelador de la pluralitat del cinema català.
- Fons en suport de nitrat de cel·lulosa dels orígens (1896-1914) conformats pels documents originals.
- La col·lecció de Segundo de Chomón, cineasta de rellevància internacional (1903-1917).

El Centre de Conservació i Restauració també proposa i fomenta el coneixement de les seves col·leccions col·laborant amb altres filmoteques i institucions culturals amb una selecció de programes per a la seva difusió; així mateix, té un acord amb la Federació Catalana de Cineclubs per acostar aquest patrimoni als ciutadans d'arreu de Catalunya.

### Repositori digital
El maig del 2013, la Filmoteca de Catalunya va posar en marxa un repositori digital que permet consultar en línia una part del fons gràfic relacionat amb la cultura cinematogràfica en general, i del cinema català en particular. Entre els fons consultables hi ha: fotografies, cartells, programes de mà, cartelleres, revistes catalanes històriques de cinema, llibres, guions, novel·les cinematogràfiques i fons personals i d'empresa. Desenvolupat pel Consorci de Serveis Universitaris de Catalunya (CSUC), funciona amb el programari de codi lliure DSpace. En aquest cas, però, s'hi han inclòs algunes modificacions per tal que tots els continguts estiguin enllaçats amb la comunitat Films. A més, també s'ha innovat en el visor de continguts, que permet obtenir diferents vistes d'un document amb la funció de lupa i movent el cursor sobre la imatge corresponent. Finalment, s'hi han migrat continguts de sistemes d'informació de la Filmoteca.
La Filmoteca és una de les entitats col·laboradores del repositori digital cooperatiu Memòria Digital de Catalunya, des del qual es poden consultar en accés obert una col·lecció de cartelleres.